# Lisa Jakub
Lisa Jakub (Toronto, 1978. december 27. –) kanadai színésznő. 
Legismertebb alakításait a Mrs. Doubtfire – Apa csak egy van (1993) és A függetlenség napja (1996) című filmekben nyújtotta.

## Élete és pályafutása
Első szerepét 1985-ben kapta az Eleni című filmben, melyben John Malkovich is szerepelt. Az 1993-as Mrs. Doubtfire – Apa csak egy van című filmben lett ismert, Lydia Hillard szerepében. Ugyanebben az évben Joe Dante Matiné című filmjében Sandra, a fiatal aktivista szerepében volt látható. 
A Rózsa és tövis (1992), valamint a Mrs. Doubtfiren című filmekben nyújtott alakításaiért Young Artist Award-ra jelölték. 1996-ban a A függetlenség napja, 1997-ben A szépész és a szörnyeteg szereplője volt, utóbbiban Fran Drescher oldalán.
2005-ben Olaszországban ment férjhez Jeremy Joneshoz. 2010-ben a Virginiai Egyetemen szerzett szociológus diplomát.

## Filmográfia

### Film
| Év   | Magyar cím                        | Eredeti cím                      | Szerep                | Magyar hang       |
| ---- | --------------------------------- | -------------------------------- | --------------------- | ----------------- |
| 1985 | Eleni                             | Eleni                            | Katis unokája         |                   |
| 1991 | Rózsa és tövis                    | Rambling Rose                    | Doll                  | Nemes Takách Kata |
| 1993 | Matiné                            | Matinee                          | Sandra                | Szénási Kata      |
| 1993 | Mrs. Doubtfire – Apa csak egy van | Mrs. Doubtfire                   | Lydia "Lydie" Hillard | Zsigmond Tamara   |
| 1994 | Röfitábor                         | A Pig′s Tale                     | Tiffany               | Simonyi Piroska   |
| 1996 | A függetlenség napja              | Independence Day                 | Alicia Casse          | Somlai Edina      |
| 1997 | A szépész és a szörnyeteg         | The Beautician and the Beast     | Katrina Pochenko      | Zsigmond Tamara   |
| 1998 |                                   | Painted Angels                   | Georgie               |                   |
| 1999 | Séta a Holdon                     | A Walk on the Moon               | Myra Naidell          | Dögei Éva         |
| 1999 |                                   | George Lucas in Love (rövidfilm) | Marion                |                   |
| 2000 |                                   | Double Frame                     | Tara                  |                   |

### Televízió
| Év        | Magyar cím                        | Eredeti cím                                   | Szerep                   | Megjegyzések                                                |
| --------- | --------------------------------- | --------------------------------------------- | ------------------------ | ----------------------------------------------------------- |
| 1986      | Jog az élethez                    | The Right of the People                       | Katie                    | tévéfilm                                                    |
| 1986      |                                   | Kay O′Brien                                   | Allison Villaneuva       | 1 epizód                                                    |
| 1986      | Boldog Karácsonyt, Mrs. Kingsley! | Christmas Eve                                 | kislány                  | tévéfilm                                                    |
| 1987–1989 |                                   | Friday the 13th: The Series                   | Kristen / Janine Carlson | 2 epizód                                                    |
| 1988      |                                   | Once Upon a Giant                             | Piroska                  | tévéfilm                                                    |
| 1988      |                                   | Alfred Hitchcock Presents                     | Missy                    | 1 epizód                                                    |
| 1988      |                                   | Emergency Room                                | Angie Sertoli            | 1 epizód                                                    |
| 1989      | Alkonyzóna                        | The Twilight Zone                             | Lisa Cranston            | 1 epizód                                                    |
| 1989      |                                   | Glory! Glory!                                 | ismeretlen szerep        | tévéfilm                                                    |
| 1989      | Jól fésült pióca                  | The Phone Call                                | Holly Henderson          | tévéfilm                                                    |
| 1990      |                                   | War of the Worlds                             | Julie                    | 1 epizód                                                    |
| 1990      |                                   | Night Court                                   | Barbie                   | 1 epizód                                                    |
| 1991      |                                   | The Rape of Doctor Willis                     | Carrie Willis            | tévéfilm                                                    |
| 1991      |                                   | The Story Lady                                | Alexandra Pollard        | tévéfilm                                                    |
| 1993      |                                   | Vendetta II: The New Mafia                    | Anna                     | tévéfilm                                                    |
| 1994      | Gyermekkönnyek                    | A Child’s Cry for Help                        | Amanda Spencer           | tévéfilm                                                    |
| 1994      | Fraser és a farkas                | Due South                                     | Christina Nichols        | 2 epizód                                                    |
| 1995      |                                   | Fight for Justice: The Nancy Conn Story       | Leisa Conn               | tévéfilm                                                    |
| 1995      |                                   | Picture Perfect                               | J.J. Thomas              | tévéfilm                                                    |
| 1996      | A Bermuda háromszög titka         | Bermuda Triangle                              | Annie                    | - tévéfilm - magyar hangja: - Szénási Kata                  |
| 1996      | Emberrablók                       | Reckoning                                     | Shelley Maitland         | tévéfilm                                                    |
| 1997      |                                   | Newton: A Tale of Two Isaacs                  | Clara Storey             | tévéfilm                                                    |
| 1997      | A bűn határán                     | On the Edge of Innocence                      | Ally Winthrop            | tévéfilm                                                    |
| 1998      | Rémálmok háza                     | Dream House                                   | Jenny Thornton           | - tévéfilm - magyar hangja: - Solecki Janka - Csuha Borbála |
| 1999      |                                   | Mentors                                       | Joan of Arc              | 1 epizód                                                    |
| 1999      | Jack és Jill                      | Jack & Jill                                   | Meg                      | 1 epizód                                                    |
| 2000      |                                   | The Royal Diaries: Isabel - Jewel of Castilla | I. Izabella királynő     | tévéfilm                                                    |

## Fordítás
Ez a szócikk részben vagy egészben  a   Lisa Jakub című angol Wikipédia-szócikk ezen változatának fordításán alapul.  Az eredeti cikk szerkesztőit annak laptörténete sorolja fel. Ez a jelzés csupán a megfogalmazás eredetét és a szerzői jogokat jelzi, nem szolgál a cikkben szereplő információk forrásmegjelöléseként.